# جاده ای۱۴ (انگلستان)
جاده ای۱۴ (به انگلیسی: A14 road) یکی از جاده‌های کشور انگلستان است.
این جاده از کاتتورپ در شهرستان لسترشر شروع و در شهر فلیکس‌استو در شهرستان سافک به پایان میرسد، طول این جاده ۲۰۴ کیلومتر است.